# カール・クロフォード
カール・デモンティ・クロフォード（Carl Demonte Crawford, 1981年8月5日 - ）は、アメリカ合衆国テキサス州ヒューストン出身の元プロ野球選手（外野手）。左投左打。同じプロ野球選手のJ.P.クロフォードは従弟にあたる。息子のジャスティン・クロフォードもプロ野球選手である。

## 経歴
幼いころはスラム街で育ち、周りは不良だらけだったという。しかし、マイケル・ボーンの父であるレイが子供たちを非行でなく野球に導く優れた指導者だったおかげで犯罪者にならなくて済んだ。このことにクロフォードは感謝しており、当時チームメイトだったマイケルとも親交がある。
UCLAからバスケットボールの選手として、ネブラスカ大学からはアメリカンフットボールの選手としてそれぞれ奨学金を提示されたが、最終的には野球の道へ進んだ。

### レイズ時代

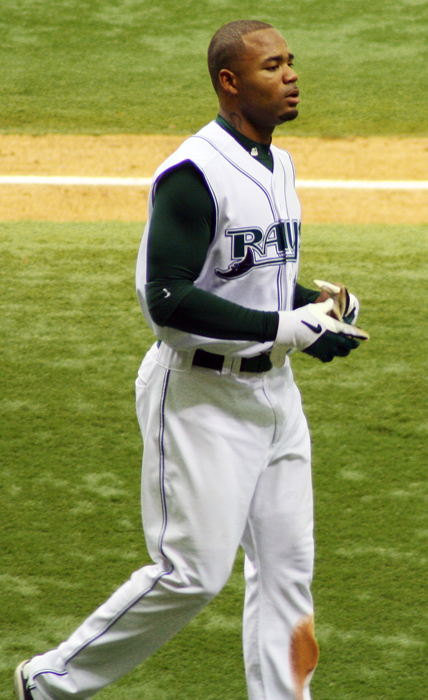
タンパベイ・デビルレイズ時代
（2006年5月1日）

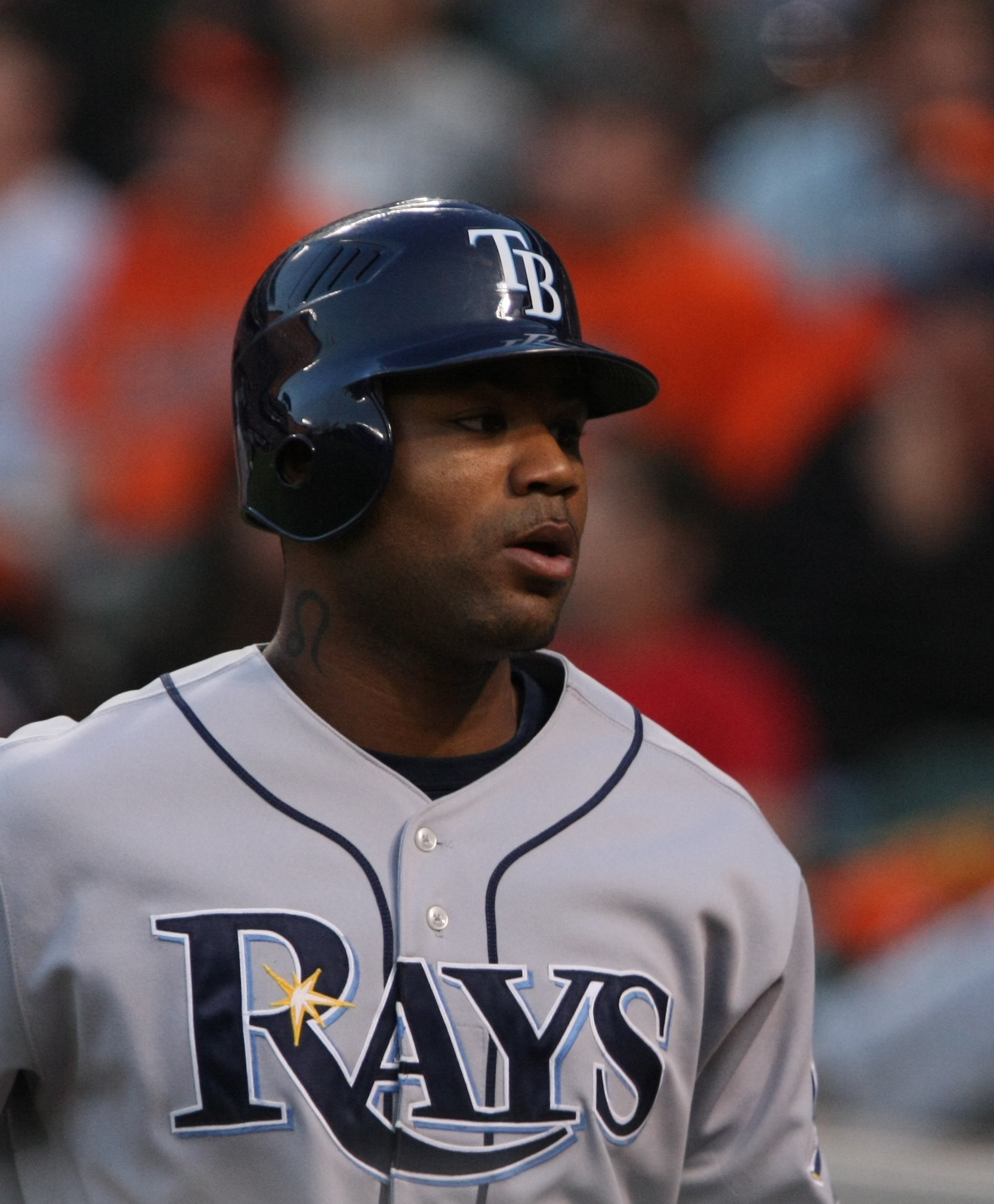
タンパベイ・レイズ時代
（2009年5月12日）

1999年のMLBドラフト2巡目（全体52位）でタンパベイ・デビルレイズから指名され、プロ入り。
2002年7月20日のトロント・ブルージェイズ戦で球団史上最年少（当時）でメジャーデビューを果たし、打率.259、9盗塁を記録した。
2003年は開幕から1番打者として出場していたが、6月には月間打率が2割5分を下回り、1番打者から外されるようになったが、7月以降は3割を超える打率をマークした。リーグ最多の55盗塁を記録し、史上4番目の若さで最多盗塁のタイトルを獲得した。
2004年には、自己最多の59盗塁と19三塁打を記録し、初めてオールスターゲーム選出を果たした。また、オフの日米野球にもMLB選抜として来日した。
2005年4月1日、デビルレイズと最大6年総額3100万ドル（最初2年でFAとなる選手側オプションと5年目以降の契約更新の球団オプション付）で契約延長した。また、クロフォードはこの契約のうち、デビルレイズの財団に40万ドルを寄付した。9月以降に打率.371を記録し、シーズン通して打率.301を記録し、初めて打率3割に到達した。
2006年は前年の手首痛を引きずったまま開幕を迎え、4月は打率.269だったが5月以降は調子を上げ、自己最高の打率.305、18本塁打を記録した。
2007年も手首痛により6月5日以降42試合連続で本塁打を打てず、7月30日のブルージェイズ戦の試合前にはMRI検査を受けドクターストップがかかっていた。しかし、試合が延長戦となり、延長11回に代打として出場し、サヨナラ本塁打を記録した。そしてこの試合から10試合の間に4本塁打を記録している。痛みがひどくなったため、9月16日の試合を最後に戦線離脱し、治療に専念しシーズンを終えた。シーズン通しては打率.315を記録し、オーブリー・ハフが2002年に記録した打率.313の球団記録を更新し、ブライアン・ロバーツとリーグ最多タイの50盗塁を記録。2回目の選出となったオールスターゲームでは、フランシスコ・コルデロから本塁打を記録した。
2008年は右中指の亜脱臼で8月10日に自身初の故障者リスト入りで離脱して成績を落としたものの、チームが大躍進するのを見て早期復帰に臨み、ポストシーズンで復帰してシーズン当初の2番から5番に打順を変更して活躍を見せた。
2009年5月3日のボストン・レッドソックス戦で1試合6盗塁のMLB最多タイ記録を達成。1900年以降では1996年に記録したエリック・ヤング以来史上4人目（5度目）となる記録である。なお、近代野球が成立したとされる1900年以前のものを含めた大リーグ1試合最多盗塁記録7には1つ及ばなかった。3回目のオールスターゲーム出場を果たし、7回の守備でブラッド・ホープが放った本塁打性の打球を好捕。このプレーでMVPに輝いた。
2010年、2年連続で3割以上の打率を記録。得点は自己ベストの110、4年ぶりのリーグ三塁打1位、自己最多の19本塁打・90打点を記録した。オフの11月1日にFAとなった。

### レッドソックス時代
2010年12月11日にレッドソックスと総額1億4200万ドルの7年契約を結んだ。

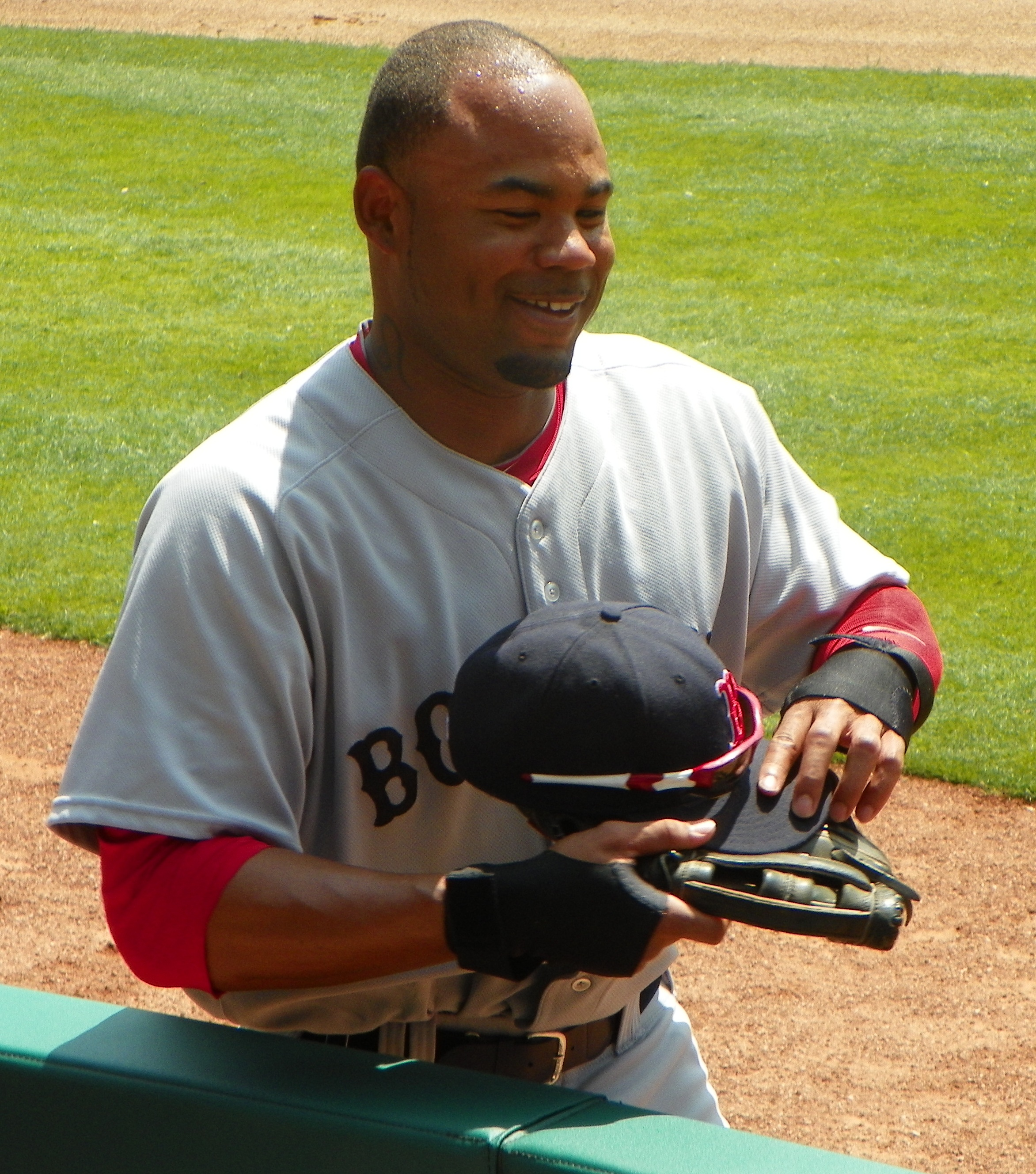
ボストン・レッドソックス時代
（2011年4月3日）

2011年は新天地で新たなスタートを切ったものの、打撃不振に陥る。シーズン開始当初は1番を打っていたものの、後に6番に降格される。また、ワイルドカード進出が懸かったシーズン最終戦、ボルチモア・オリオールズ戦では同点の9回裏2死2塁の場面で、レフトに飛んできた球に対しスライディングキャッチを試みるものの（難しいところではあったが）ボールを落とし（記録はヒット）、2塁走者が生還、チームはサヨナラ負けを喫した。そして、レッドソックスとワイルドカードを争っていたタンパベイ・レイズがこの日のニューヨーク・ヤンキース戦でサヨナラ勝ちを収めたため、チームはワイルドカード2位に終わり、ディビションシリーズ進出はならなかった。最終的な成績は打率.255、11本塁打、18盗塁。打率は自己最低、盗塁数はメジャーデビューした年以来20盗塁を下回った。
2012年は開幕から故障者リスト入りし、復帰を目指してのリハビリ中に負傷。戦列に復帰したのは7月16日になってからで、左肘のトミー・ジョン手術を受けた後は残りのシーズンを全休した。この年は31試合しか出場できず、その後ドジャースへの移籍が決まった。

### ドジャース時代
2012年8月25日にジョシュ・ベケット、エイドリアン・ゴンザレス、ニック・プントと金銭と共に、ジェームズ・ローニー、イバン・デヘスース・ジュニア、アレン・ウェブスター、ルビー・デラロサ、ジェリー・サンズとのトレードで、ロサンゼルス・ドジャースへ移籍した。移籍後は同年の手術の影響で出場はなかった。

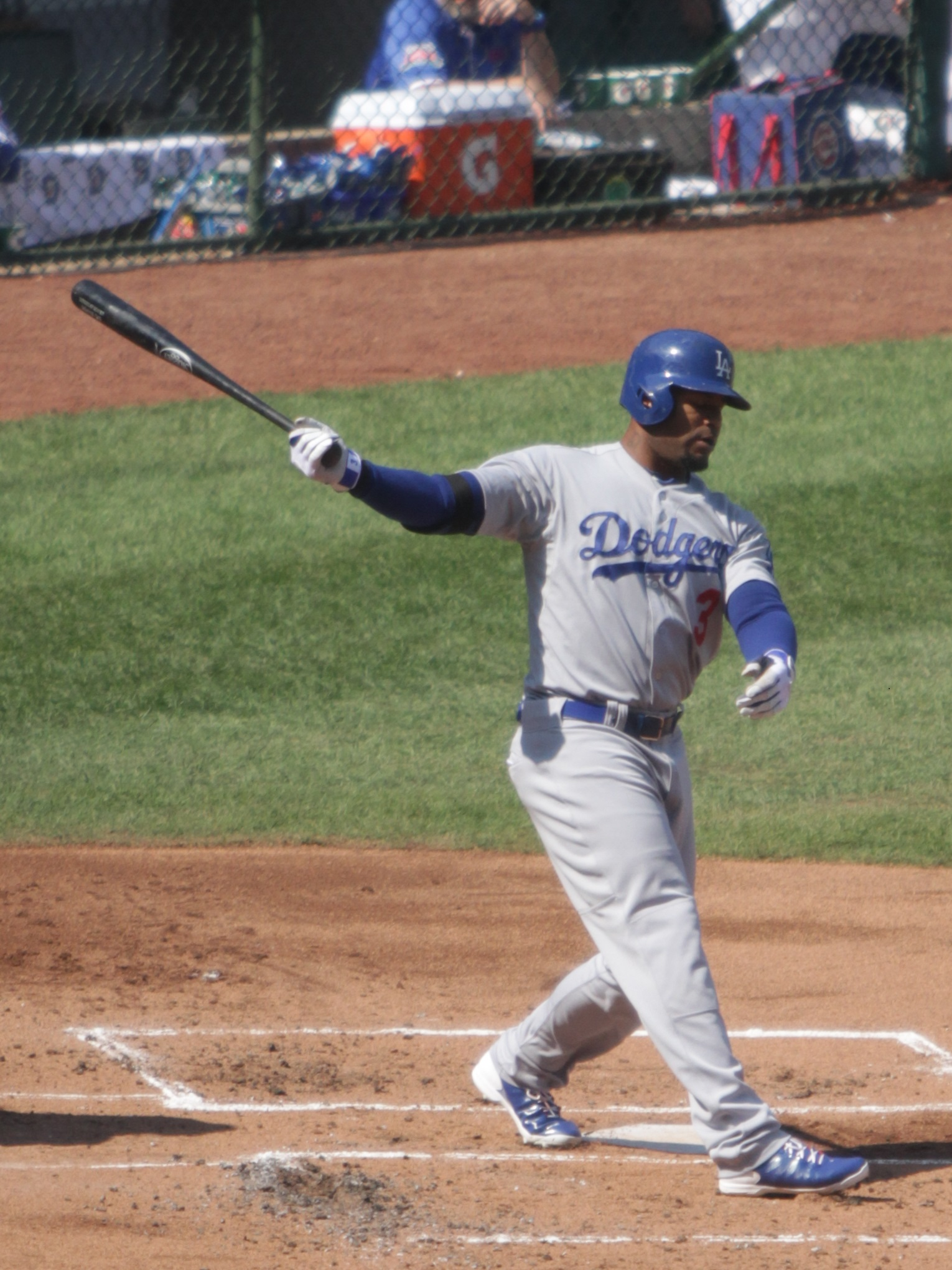
ロサンゼルス・ドジャース時代
（2014年9月19日）

2013年は開幕ロースター入りしたが、4月30日に右ハムストリングの故障で離脱。5月に復帰したものの、6月2日に再発し、3日に15日間の故障者リスト入りした。7月5日に復帰。この年は116試合に出場して打率.283、6本塁打、31打点、15盗塁の成績を残した。
2014年は前年と同様に正左翼手として開幕から44試合に出場していたが、5月28日に左足首の故障で15日間の故障者リスト入りした。
2016年6月5日に戦力外となり、13日に自由契約となった。

### 引退後
引退後にレコード会社「1501サーティファイド・エンターテインメント」を立ち上げた。
2020年5月16日午後（現地時間、日本時間17日）、自身のレコード会社での撮影中、ノース・ヒューストンの自宅プールで5歳の少年と25歳の女性が溺死する事故に見舞われた。

## 詳細情報

### 年度別打撃成績
| 年 度     | 球 団     | 試 合 | 打 席 | 打 数 | 得 点 | 安 打 | 二 塁 打 | 三 塁 打 | 本 塁 打 | 塁 打 | 打 点 | 盗 塁 | 盗 塁 死 | 犠 打 | 犠 飛 | 四 球 | 敬 遠 | 死 球 | 三 振 | 併 殺 打 | 打 率 | 出 塁 率 | 長 打 率 | O P S |
| --------- | --------- | ----- | ----- | ----- | ----- | ----- | -------- | -------- | -------- | ----- | ----- | ----- | -------- | ----- | ----- | ----- | ----- | ----- | ----- | -------- | ----- | -------- | -------- | ----- |
| 2002      | TB        | 63    | 278   | 259   | 23    | 67    | 11       | 6        | 2        | 96    | 30    | 9     | 5        | 6     | 1     | 9     | 0     | 3     | 41    | 0        | .259  | .290     | .371     | .661  |
| 2003      | TB        | 151   | 661   | 630   | 80    | 177   | 18       | 9        | 5        | 228   | 54    | 55    | 10       | 1     | 3     | 26    | 4     | 1     | 102   | 5        | .281  | .309     | .362     | .671  |
| 2004      | TB        | 152   | 672   | 626   | 104   | 185   | 26       | 19       | 11       | 282   | 55    | 59    | 15       | 4     | 6     | 35    | 2     | 1     | 81    | 2        | .296  | .331     | .450     | .781  |
| 2005      | TB        | 156   | 687   | 644   | 101   | 194   | 33       | 15       | 15       | 302   | 81    | 46    | 8        | 5     | 6     | 27    | 1     | 5     | 84    | 11       | .301  | .331     | .469     | .800  |
| 2006      | TB        | 151   | 653   | 600   | 89    | 183   | 20       | 16       | 18       | 289   | 77    | 58    | 9        | 9     | 2     | 37    | 3     | 4     | 85    | 8        | .305  | .348     | .482     | .830  |
| 2007      | TB        | 143   | 627   | 584   | 93    | 184   | 37       | 9        | 11       | 272   | 80    | 50    | 10       | 1     | 2     | 32    | 5     | 5     | 112   | 11       | .315  | .355     | .466     | .820  |
| 2008      | TB        | 109   | 482   | 443   | 69    | 121   | 12       | 10       | 8        | 177   | 57    | 25    | 7        | 0     | 5     | 30    | 1     | 2     | 60    | 10       | .273  | .319     | .400     | .718  |
| 2009      | TB        | 156   | 672   | 606   | 96    | 185   | 28       | 8        | 15       | 274   | 68    | 60    | 16       | 2     | 5     | 51    | 1     | 8     | 99    | 7        | .305  | .364     | .452     | .816  |
| 2010      | TB        | 154   | 663   | 600   | 110   | 184   | 30       | 13       | 19       | 297   | 90    | 47    | 10       | 3     | 5     | 46    | 3     | 3     | 104   | 2        | .307  | .356     | .495     | .851  |
| 2011      | BOS       | 130   | 539   | 506   | 65    | 129   | 29       | 7        | 11       | 205   | 56    | 18    | 6        | 2     | 4     | 23    | 1     | 3     | 104   | 7        | .255  | .289     | .405     | .694  |
| 2012      | BOS       | 31    | 125   | 117   | 23    | 33    | 10       | 2        | 3        | 56    | 19    | 5     | 0        | 1     | 2     | 3     | 0     | 2     | 22    | 1        | .282  | .306     | .479     | .785  |
| 2013      | LAD       | 116   | 469   | 435   | 62    | 123   | 30       | 3        | 6        | 177   | 31    | 15    | 4        | 0     | 2     | 28    | 2     | 3     | 66    | 4        | .283  | .329     | .407     | .736  |
| 2014      | LAD       | 105   | 370   | 343   | 56    | 103   | 14       | 3        | 8        | 147   | 46    | 23    | 6        | 0     | 4     | 16    | 0     | 6     | 55    | 5        | .300  | .339     | .429     | .767  |
| 2015      | LAD       | 69    | 193   | 181   | 19    | 48    | 9        | 2        | 4        | 73    | 16    | 10    | 2        | 0     | 0     | 10    | 1     | 0     | 41    | 3        | .265  | .304     | .403     | .707  |
| 2016      | LAD       | 30    | 87    | 81    | 8     | 15    | 2        | 1        | 0        | 19    | 6     | 0     | 1        | 0     | 1     | 4     | 0     | 1     | 11    | 3        | .185  | .230     | .235     | .464  |
| MLB：15年 | MLB：15年 | 1716  | 7178  | 6655  | 998   | 1931  | 309      | 123      | 136      | 2894  | 766   | 480   | 109      | 34    | 48    | 377   | 24    | 47    | 1067  | 79       | .290  | .330     | .435     | .765  |

- 各年度の太字はリーグ最高

### 年度別守備成績
| 年 度 | 球 団 | 左翼（LF） | 左翼（LF） | 左翼（LF） | 左翼（LF） | 左翼（LF） | 左翼（LF） | 中堅（CF） | 中堅（CF） | 中堅（CF） | 中堅（CF） | 中堅（CF） | 中堅（CF） |
| 年 度 | 球 団 | 試 合      | 刺 殺      | 補 殺      | 失 策      | 併 殺      | 守 備 率   | 試 合      | 刺 殺      | 補 殺      | 失 策      | 併 殺      | 守 備 率   |
| ----- | ----- | ---------- | ---------- | ---------- | ---------- | ---------- | ---------- | ---------- | ---------- | ---------- | ---------- | ---------- | ---------- |
| 2002  | TB    | 63         | 160        | 5          | 1          | 1          | .994       | -          | -          | -          | -          | -          | -          |
| 2003  | TB    | 137        | 318        | 10         | 3          | 1          | .991       | 13         | 34         | 0          | 0          | 0          | 1.000      |
| 2004  | TB    | 122        | 274        | 5          | 1          | 1          | .996       | 30         | 76         | 0          | 1          | 0          | .987       |
| 2005  | TB    | 147        | 341        | 3          | 2          | 1          | .994       | 8          | 20         | 0          | 0          | 0          | 1.000      |
| 2006  | TB    | 148        | 302        | 9          | 3          | 0          | .990       | 2          | 2          | 1          | 0          | 0          | 1.000      |
| 2007  | TB    | 139        | 286        | 3          | 4          | 1          | .936       | -          | -          | -          | -          | -          | -          |
| 2008  | TB    | 108        | 231        | 2          | 4          | 0          | .983       | 1          | 2          | 0          | 0          | 0          | 1.000      |
| 2009  | TB    | 154        | 327        | 6          | 4          | 1          | .988       | -          | -          | -          | -          | -          | -          |
| 2010  | TB    | 147        | 306        | 7          | 2          | 0          | .994       | -          | -          | -          | -          | -          | -          |
| 2011  | BOS   | 127        | 235        | 1          | 3          | 0          | .987       | -          | -          | -          | -          | -          | -          |
| 2012  | BOS   | 30         | 42         | 0          | 1          | 0          | .977       | -          | -          | -          | -          | -          | -          |
| 2013  | LAD   | 107        | 165        | 3          | 4          | 0          | .977       | -          | -          | -          | -          | -          | -          |
| 2014  | LAD   | 94         | 132        | 1          | 3          | 0          | .978       | -          | -          | -          | -          | -          | -          |
| 2015  | LAD   | 51         | 38         | 0          | 0          | 0          | 1.000      | -          | -          | -          | -          | -          | -          |
| 2016  | LAD   | 21         | 28         | 0          | 0          | 0          | 1.000      | -          | -          | -          | -          | -          | -          |
| MLB   | MLB   | 1595       | 3185       | 55         | 35         | 6          | .989       | 54         | 134        | 1          | 1          | 0          | .993       |

- 各年度の太字はリーグ最高
- 各年度の太字年はゴールドグラブ賞受賞

### タイトル
MLB
- 盗塁王：4回（2003年、2004年、2006年、2007年）

### 表彰
MLB
- シルバースラッガー賞（外野手部門）：1回（2010年）
- ゴールドグラブ賞（外野手部門）：1回（2010年）
- MLBオールスターゲームMVP：1回（2009年）
- フィールディング・バイブル・アワード：3回（2006年、2008年、2009年）

### 記録
MiLB
- オールスター・フューチャーズゲーム選出：1回（2002年）

MLB
- MLBオールスターゲーム選出：4回（2004年、2007年、2009年、2010年）

### 背番号
- 8（2002年）
- 13（2003年 - 2012年）
- 25（2013年）
- 3（2014年 - 2016年）